# Bundesstraße 290
De Bundesstraße 290 (kort:B 290) is een 90 kilometer lange bundesstraße in de Duitse deelstaat Baden-Württemberg.
De bundesstraße loopt van Tauberbischofsheim naar de B 29 bij Westhausen (Württemberg).

## Routebeschrijving
De B290 begint in Tauberbischofsheim en loopt samen met de B27 naar de afrit Tauberbischofsheim A81 waar de B27 aansluit op de A81 loopt de B290 verder langs Grünsfeld naar Lauda-Königshofen waar ze samenloopt met de  de B292. De B290 loopt verder langs Bad Mergentheim waar ze samenloopt met de B19. De B290 loopt verder door Hollenbach, Niederstetten, Schrozberg, Blaufelden, langs Gerabronn, door Rot am See, langs Gerabronn, Kirchberg an der Jagst, Wallhausen. Dan kruist men bij afrit Crailsheim/Satteldorf A6, loopt langs Satteldorf, door Crailsheim, Rosenberg, door Jagstzell, Ellwangen Buch en Aalen-Ilmenhofen, waarna de B290 aansluit op de B29.
B2 · B2a · B2R · B3 · B4 · B4R · B8 · B10 · B11 · B12 · B13 · B13n · B14 · B15 · B15n · B16 · B17 · B18 · B19 · B20 · B21 · B22 · B23 · B25 · B26 · B26a · B27 · B28 · B28a · B29 · B30 · B31 · B31a · B32 · B33 · B33a · B34 · B35 · B36 · B37 · B38 · B38a · B39 · B44 · B45 · B47 · B85 · B89 · B131n · B173 · B276 · B278 · B279 · B285 · B286 · B287 · B289 · B290 · B291 · B292 · B293 · B294 · B295 · B296 · B297 · B298 · B299 · B300 · B301 · B302 · B303 · B304 · B305 · B306 · B307 · B308 · B309 · B310 · B311 · B312 · B313 · B314 · B315 · B316 · B317 · B318 · B319 · B340 · B378 · B388 · B415 · B425 · B426 · B462 · B463 · B464 · B465 · B466 · B467 · B468 · B469 · B470 · B471 · B472 · B491 · B492 · B500 · B505 · B512 · B523 · B532 · B533 · B535 · B588 · B999